# Gorenji Lazi
Gorenji Lazi so gručasto naselje v Občini Ribnica. Stojijo na podolgovatem prisojnem pomolu južnih obronkov Slemen, v skrajnem južnem delu Velikolaščanske pokrajine.
Na južni strani se travnato pobočje spušča v dolino potoka Beča, na severu pa bolj strmo v dolino potoka Laščice, ki se izliva v ponikalnico Tržiščico. Vas je dostopna iz Žlebiča.
Nad vasjo stoji kapela, z oltarjem roženvenske matere božje. Na levi steni sta sliki sv. Jožefa in Jezusa, na desni pa srca jezusovega in sv. Frančiška Asiškega. Kapela je bila med letoma 1990 in 1992 v celoti obnovljena.